# Laxenburg

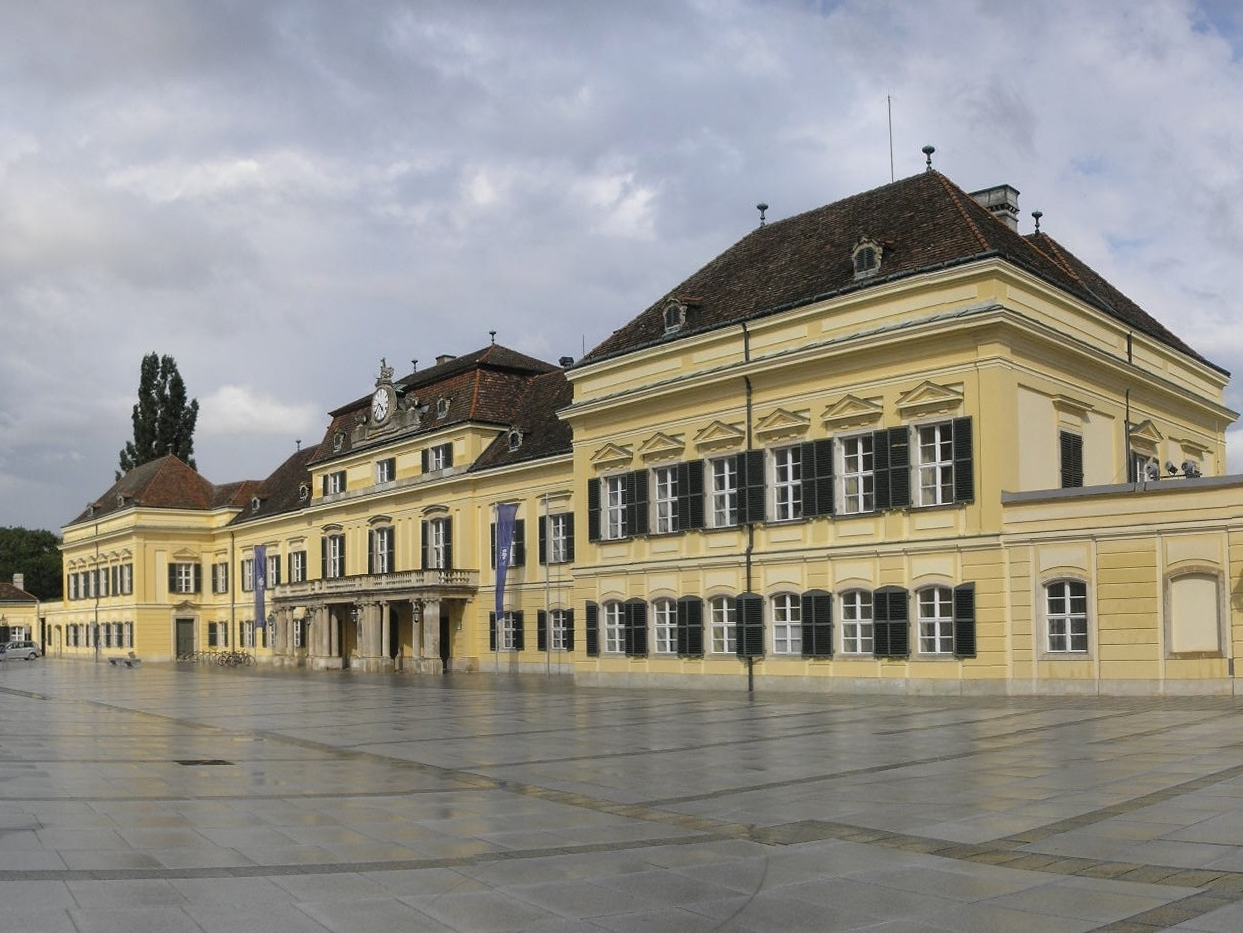
Blauer Hof.

Laxenburg är en köpingskommun i förbundslandet Niederösterreich i Österrike. Kommunen ligger i distriktet Mödling, 17 kilometer söder om huvudstaden Wien.
Laxenburg är känt för sina två kejsarslott, det gamla från medeltiden och ombyggt i barockstil och det nya, mer rokokoartade, Blauer Hof från 1752 där forskningsinstitutet International Institute for Applied Systems Analysis (IIASA) har sina lokaler. I Blauer Hofs stora park byggdes 1801 ett tredje slott, Franzensburg i nygotik. I köpingen finns också International Anti-Corruption Academy, som håller till i det tidigare grevliga Palais Kaunitz.